# Saudia
Saudia, il cui nome completo è Saudi Arabian Airlines (in arabo: الخطوط الجوية العربية السعودية), è la compagnia aerea di bandiera dell'Arabia Saudita, con sede a Gedda. Opera voli di linea nazionali e internazionali per oltre 70 destinazioni  in Medio Oriente, Africa, Asia, Europa e Nord America. I voli charter nazionali ed internazionali sono effettuati per lo più durante il Ramadan e la  stagione Ḥajj.
L'hub principale della compagnia è l'Aeroporto Internazionale King Abdulaziz (JED). Altri grandi hub sono gli Aeroporti di Riad e Dammam. Il nuovo aeroporto di Dammam fu inaugurato per uso commerciale il 28 novembre 1999. L'Aeroporto di Dhahran, usato fino ad allora, è tornato ad essere utilizzato come una base militare. Saudi Arabian Airlines è membro della Arab Air Carriers Organization. La compagnia è la terza più grande della Penisola Arabica dopo Emirates e Qatar Airways. Dal 29 maggio 2012 fa parte di SkyTeam.

## Storia

### Dalla nascita agli anni '90

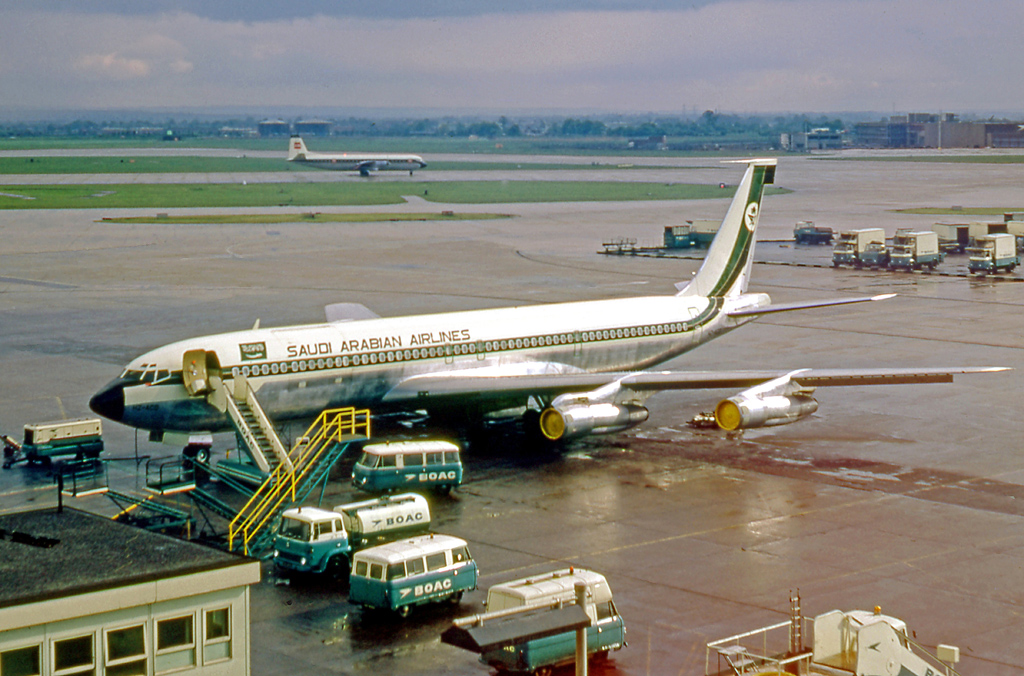
Un Boeing 707 nel 1969.

L'aviazione civile cominciò a svilupparsi in Arabia Saudita dopo che il presidente degli Stati Uniti Franklin Delano Roosevelt aveva regalato un Douglas DC-3 al re Abdul Aziz Ibn Saud nel 1945.
La Saudi Arabian Airlines venne fondata nel settembre del 1946, sotto il controllo del Ministero della Difesa.
Fin dall'inizio, l'aeroporto di Gedda, molto vicino al centro della città, servì come base principale della compagnia di bandiera. Tra le prime operazioni della compagnia aerea vi fu un volo speciale da Lydda in Palestina (successivamente nota come Lod in Israele), per portare i pellegrini Hajj a Gedda. La compagnia aerea utilizzò cinque velivoli per avviare le operazioni di linea sulla rotta Gedda-Riyad-Dhahran Hofuf nel marzo 1947, seguito dal suo primo servizio internazionale tra Gedda e il Cairo in quello stesso mese. Servizi verso Damasco e Beirut furono lanciati nel 1948. Nel 1947, Saudia ricevette il primo di cinque Bristol 170; con questi aerei la compagnia poteva trasportare sia merci che passeggeri.

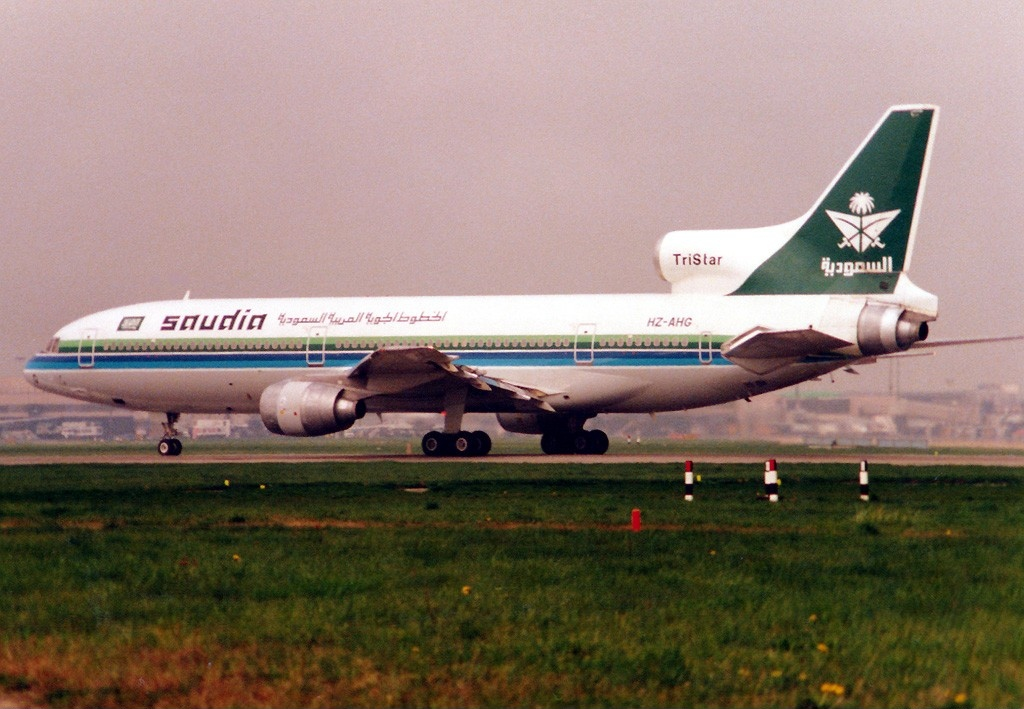
Un Lockheed L-1011 nel 1987.

La compagnia crebbe costantemente nel corso degli anni '50 e vennero inaugurati voli verso Istanbul, Karachi, Amman, Kuwait City, Asmara e Port Sudan. Nel 1959, fu inaugurato il primo centro di manutenzione della compagnia aerea a Gedda. Durante questo decennio l'importante collegamento tra Gedda e Riyad venne costantemente migliorato.
Nel 1962, la compagnia aerea ricevette due Boeing 720, diventando una delle prime compagnie aeree del Medio Oriente a volare con aerei a reazione, dopo Cyprus Airways e Middle East Airlines che furono le prime con dei de Havilland Comet. Il 19 febbraio 1963, la compagnia aerea divenne una società indipendente. Successivamente vennero acquistati dei Douglas DC-1 e la compagnia aerea si iscrisse all'AACO, l'Arab Air Carriers Organization. Furono avviati voli verso Sharja, Teheran, Khartum, Bombay, Tripoli, Tunisi, Rabat, Ginevra, Francoforte e Londra.

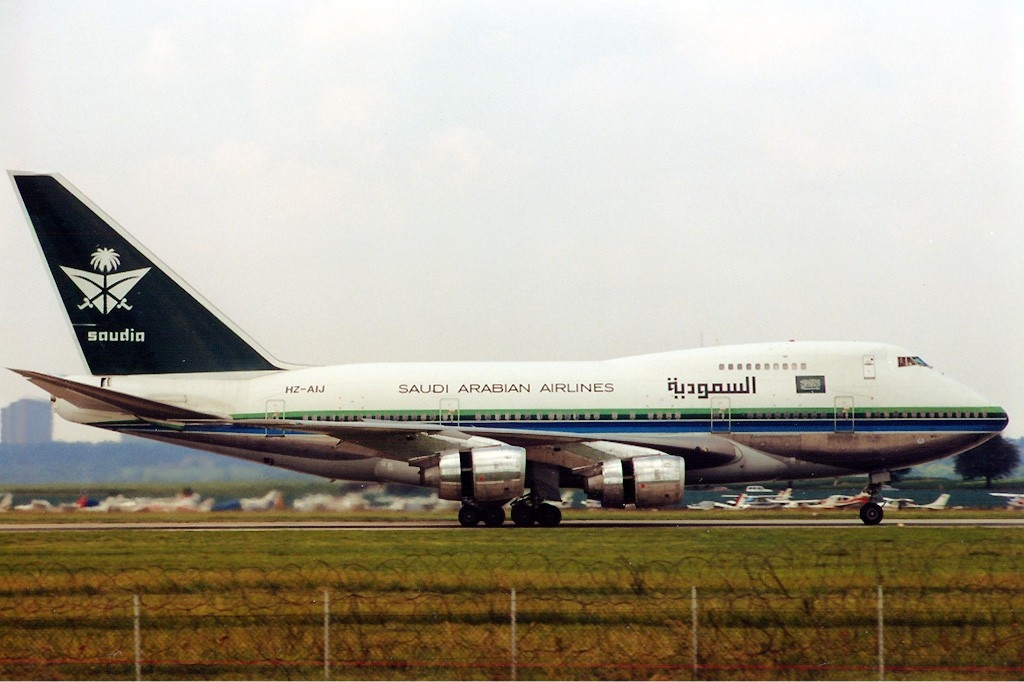
Un Boeing 747SP nel 1989.

Nel 1970 venne introdotta una nuova livrea. Il nome del vettore fu cambiata in Saudia nell'aprile 1972. Furono acquistati Boeing 737 e 747 e vennero avviati anche i primi voli cargo tra l'Arabia Saudita e l'Europa, mentre venivano acquistati dei Lockheed L-1011 e dei Fairchild FH-27. Lo Special Flight Services (SFS) venne istituito come una unità speciale, e operava voli speciali per la famiglia reale e agenzie governative. Inoltre vennero introdotti voli verso Roma, Parigi, Mascate, Kano, e Stoccolma, mentre il 3 febbraio 1979 fu istituito il servizio tra Dhahran e New York in collaborazione con la Pan Am.

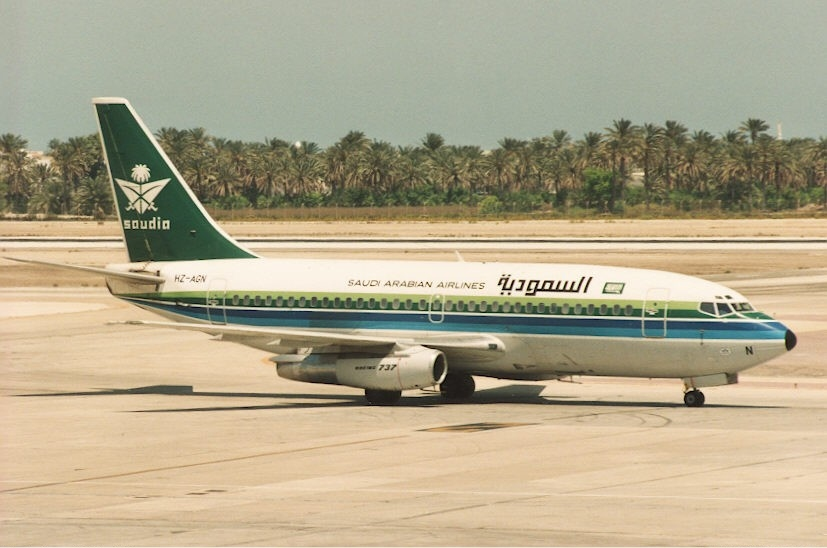
Un Boeing 737-200 nel 1995.

Negli anni '80 la compagnia introdusse nuovi servizi come Arabia Catering e iniziò a volare verso Atene, Bangkok, Dacca, Mogadiscio, Nairobi, Madrid, Singapore, Manila, Delhi, Islamabad, Seul, Baghdad, Amsterdam, Colombo, Nizza, Lahore, Bruxelles, Dakar, Kuala Lumpur e Taipei. Per offrire un miglior servizio ai passeggeri venne inaugurata la Classe Horizon. Basi per il servizio Cargo vennero costruite a Bruxelles e Taipei. Furono aggiunti alla flotta anche degli Airbus A300 e dei Fokker F28. Nel 1989, la compagnia introdusse voli per Addis Abeba e Larnaca. Il 1º luglio 1982, venne avviato il primo servizio non-stop da Jeddah a New York City con il Boeing 747SP. Questa rotta venne seguita dalla Riad-New York.
Negli anni '90, furono introdotti voli verso Orlando, Chennai, Asmara, Washington, Johannesburg, Alessandria, Milano, Malaga (stagionale), e Sanaa. La flotta venne ampliata con dei Boeing 777, McDonnell Douglas MD-90 e McDonnell-Douglas MD-11 e furono introdotte nuove uniformi femminili disegnate da Adnan Akbar. Il nome Saudia venne sostituito da "Saudi Arabian Airlines".

### Gli anni 2000
L'8 ottobre 2000, il principe Sultan bin Abdulaziz Al Saud, ministro saudita della difesa e dell'aviazione, firmò un contratto per condurre studi per la privatizzazione della Saudi Arabian Airlines. In preparazione a ciò, la compagnia venne ristrutturata per consentire alle unità non essenziali, tra cui il catering, i servizi di assistenza a terra e la manutenzione, nonché la Prince Sultan Aviation Academy di Gedda, di essere trasformate in unità commerciali e centri di profitto. Nell'aprile 2005, il governo saudita indicò che la compagnia aerea avrebbe potuto anche perdere il monopolio sui servizi nazionali.
Nel 2006, Saudia avviò il processo di scissione in una Strategic Business Unit (SBU); l'unità di ristorazione è stata la prima ad essere privatizzata. Nell'agosto 2007, il Consiglio dei ministri dell'Arabia Saudita ha approvato la conversione di unità strategiche in società. Si prevedeva che i servizi di terra, i servizi tecnici, le merci aviotrasportate e la Prince Sultan Aviation Academy, divisione medica, nonché l'unità di ristorazione, sarebbero diventate filiali di una holding.
La compagnia aerea è tornata al suo nome abbreviato in inglese Saudia (utilizzato dal 1972 al 1996) da Saudi Arabian Airlines (nome storico in uso fino al 1971 e reintrodotto nel 1997) il 29 maggio 2012; il nome è stato cambiato per celebrare l'ingresso della compagnia nell'alleanza aerea SkyTeam quel giorno, e faceva parte di una più ampia iniziativa di rebranding.
Saudia ha ricevuto 64 nuovi jet entro la fine del 2012 (6 da Boeing e 58 da Airbus). Altri 8 Boeing 787-9 hanno iniziato ad entrare a far parte della flotta nel 2015.
Nell'aprile 2016, Saudia ha annunciato la creazione di una sussidiaria a basso costo, Flyadeal. La compagnia aerea è stata lanciata nell'ambito della strategia di trasformazione SV2020 del gruppo Saudia, che intende trasformare le unità del gruppo in organizzazioni di livello mondiale entro il 2020. Flyadeal serve destinazioni nazionali e regionali, ha iniziato i voli a metà del 2017.

## Servizi
La rivista di bordo di Saudia si chiama Ahlan Wasahlan (أهلاً وسهلاً "Hello and Welcome"). A bordo non vengono servite bevande alcoliche o carne di maiale in conformità con le leggi islamiche. I suoi Airbus A330-300 e Boeing 777-300ER selezionati sono dotati di Wi-Fi e portabilità della rete mobile a bordo, con dei costi che vanno a seconda della quantità di dati scaricata. La maggior parte degli aerei offre anche aree di preghiera specializzate e una preghiera registrata viene riprodotta prima del decollo.

## Destinazioni

### Accordi commerciali
Al 2022 Saudia ha accordi di code-share con le seguenti compagnie:
- Aeroflot[12]
- Air Europa[13]
- Air France[14]
- China Southern[15]
- Czech Airlines[16]
- Etihad[17]
- Garuda Indonesia[18]
- Gulf Air[19]
- ITA Airways[20]
- KLM[21]
- Korean Air[22]
- Middle East Airlines
- Oman Air[23]
- Royal Air Maroc[24]

### Alleanze
Il 29 maggio 2012 Saudia è entrata a far parte di SkyTeam.

## Flotta

### Flotta attuale

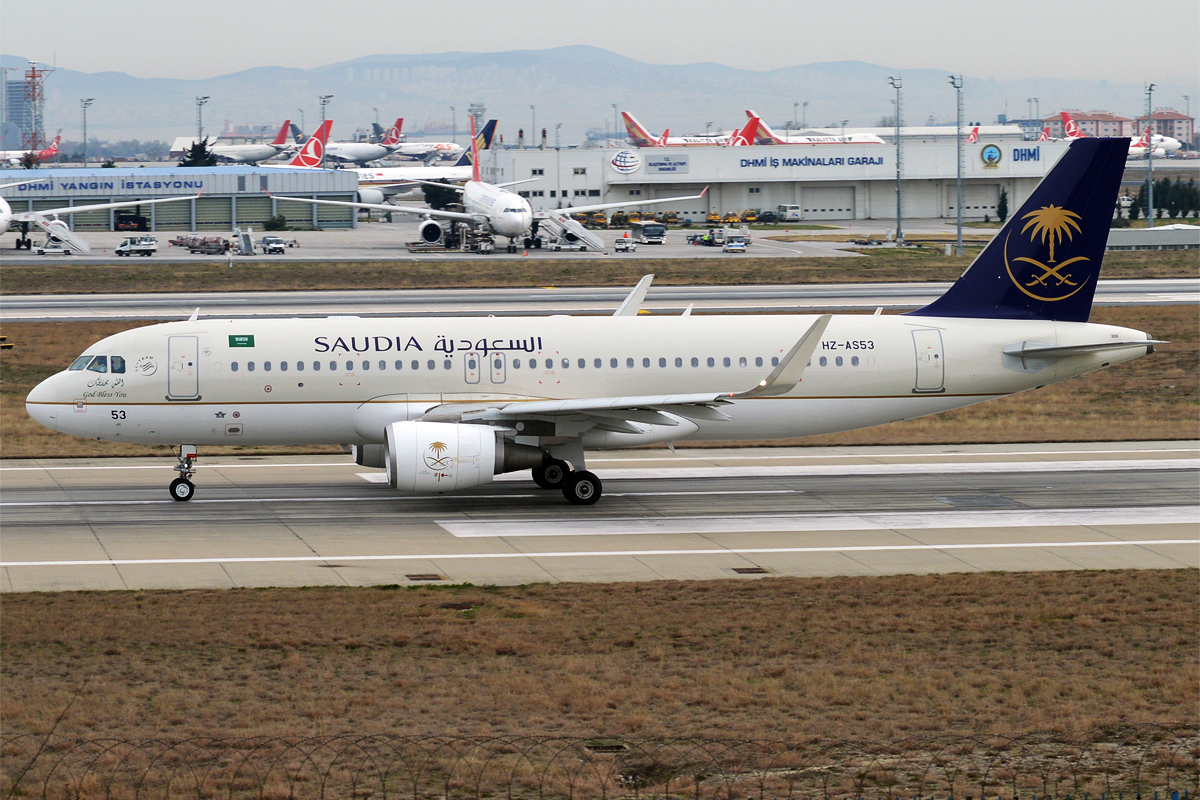
Un Airbus A320-200.

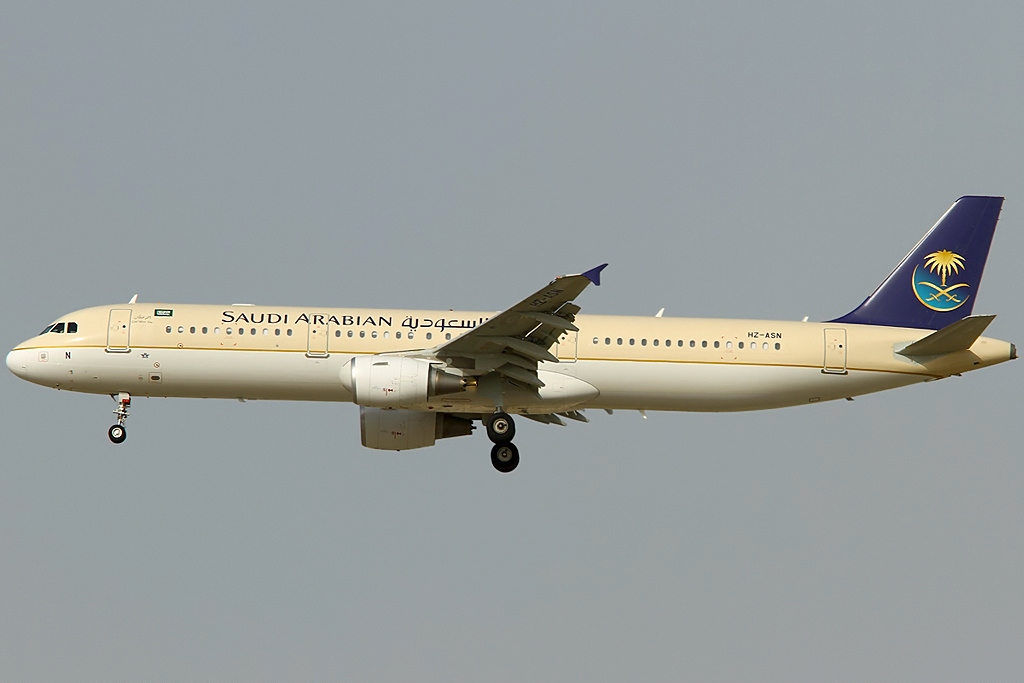
Un Airbus A321-200 nella livrea utilizzata fino al 2012.

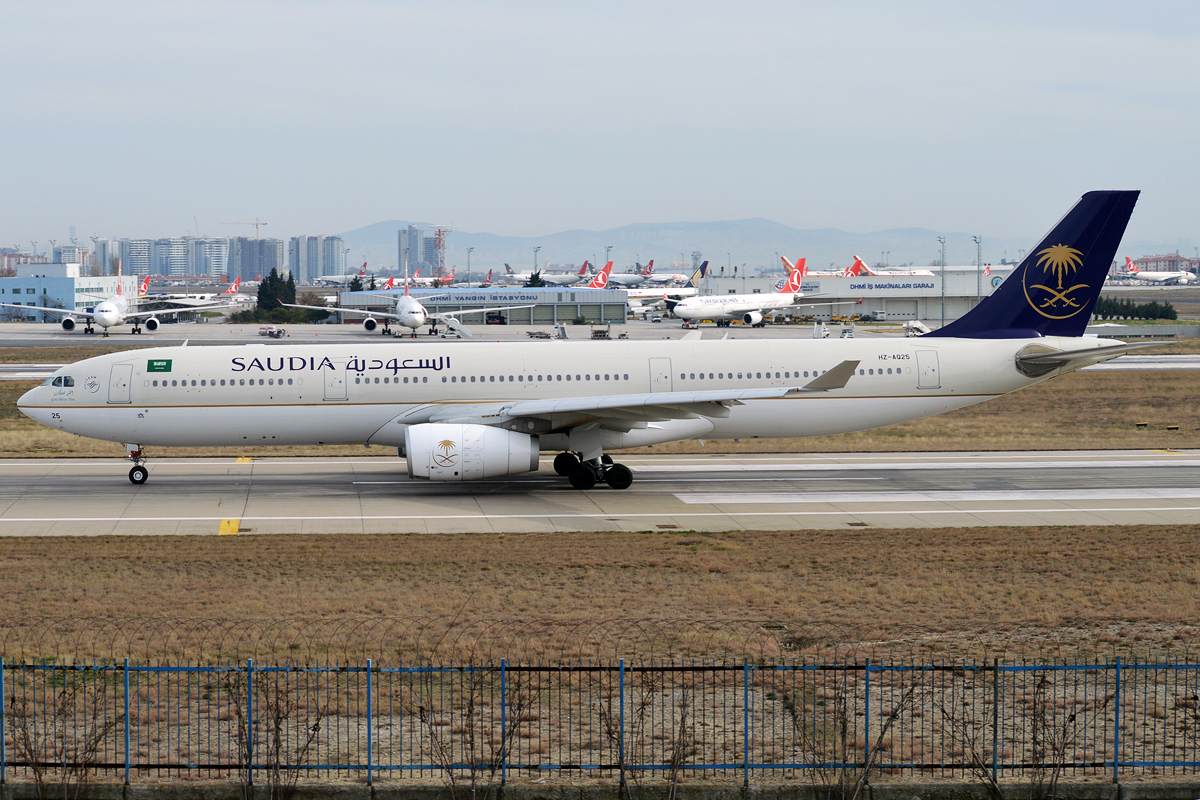
Un Airbus A330-300.

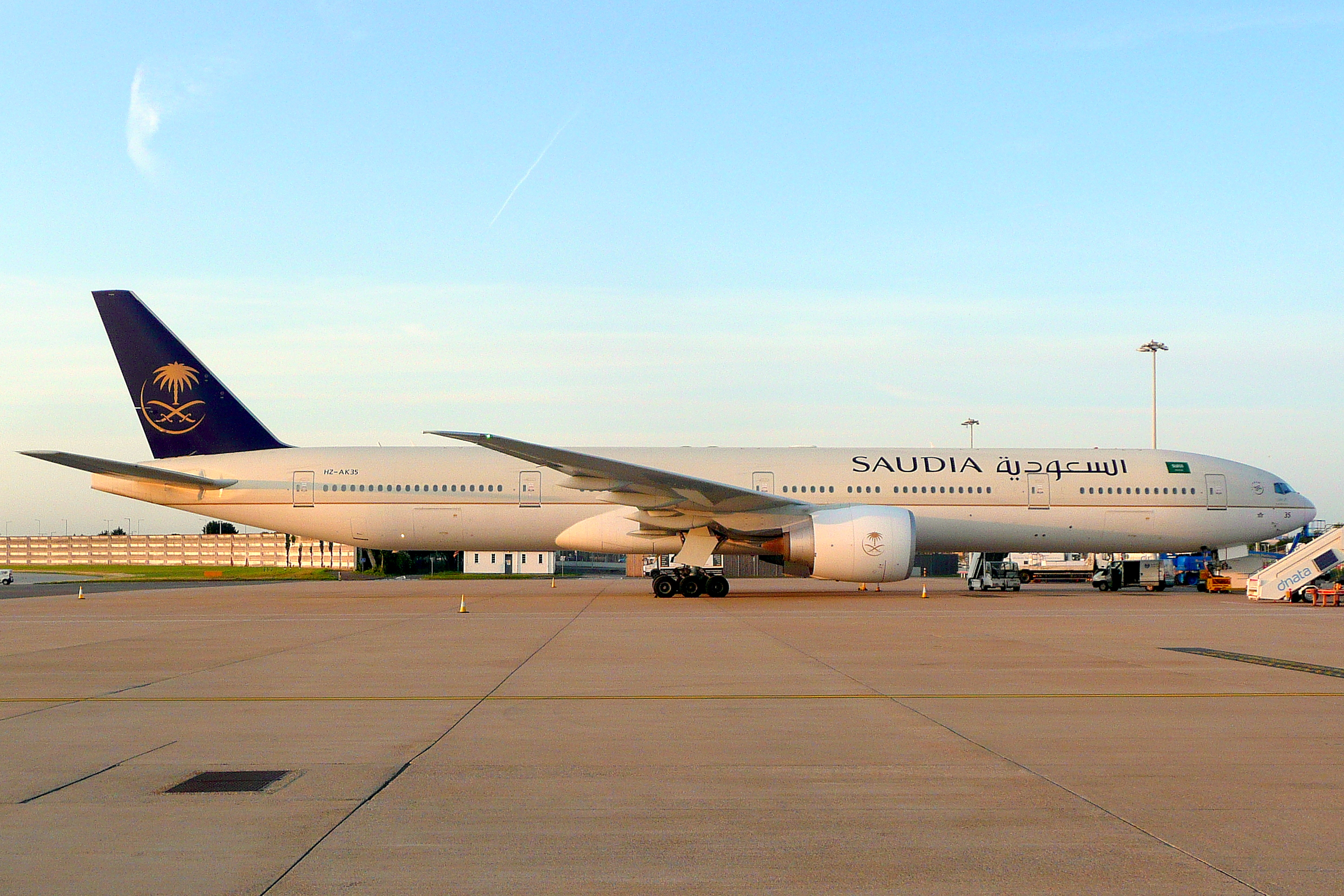
Un Boeing 777-300ER.

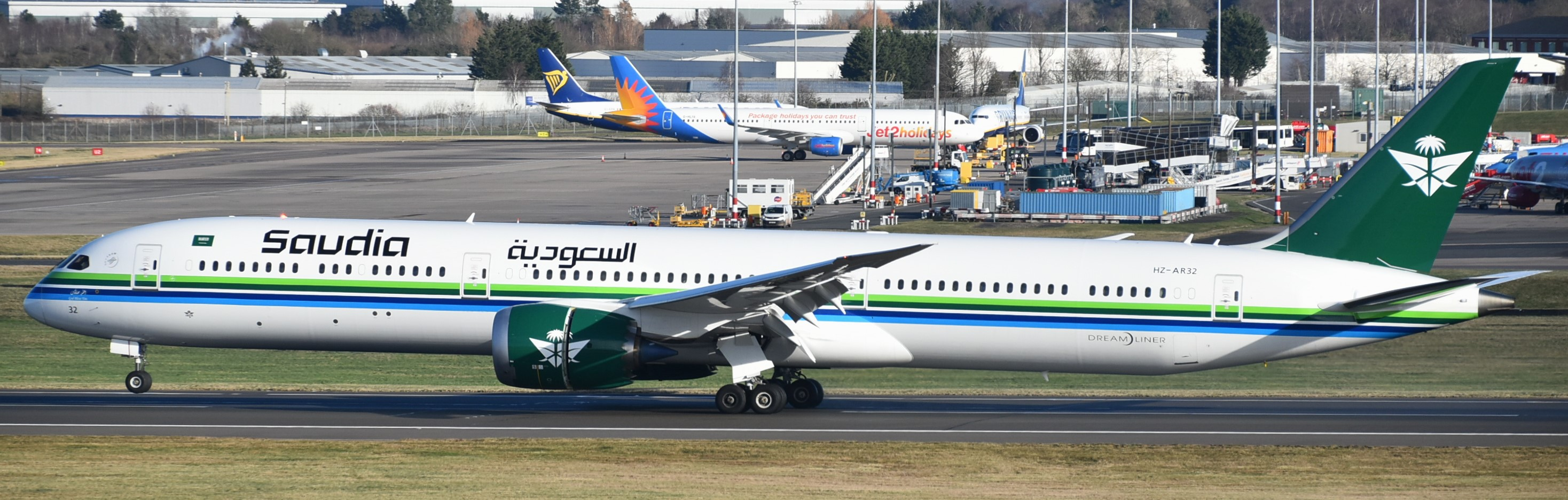
Un Boeing 787-10 nella livrea in uso dal 2023.

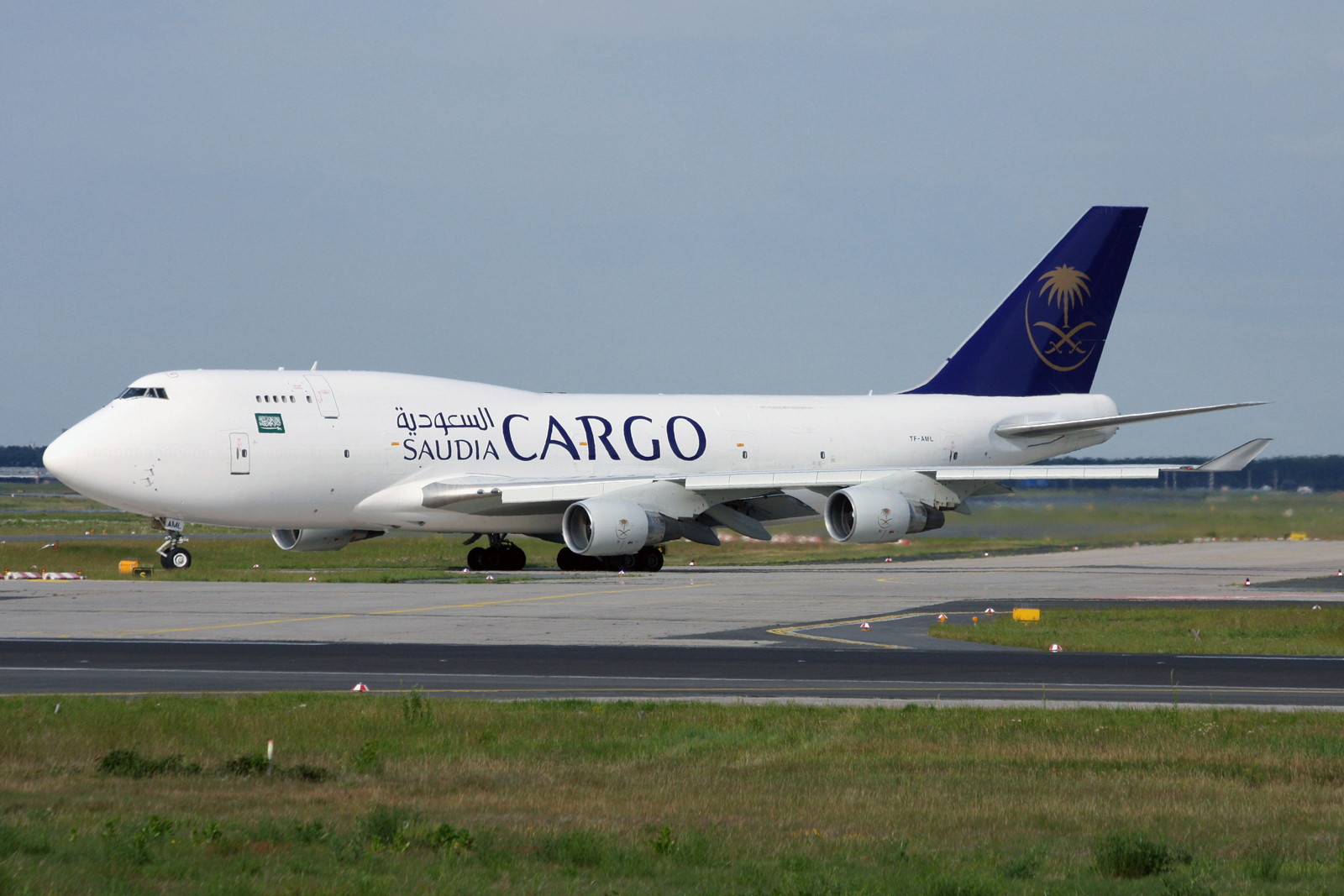
Un Boeing 747-400F operato per Saudia Cargo.

A maggio 2025 la flotta di Saudia è così composta:

### Flotta storica

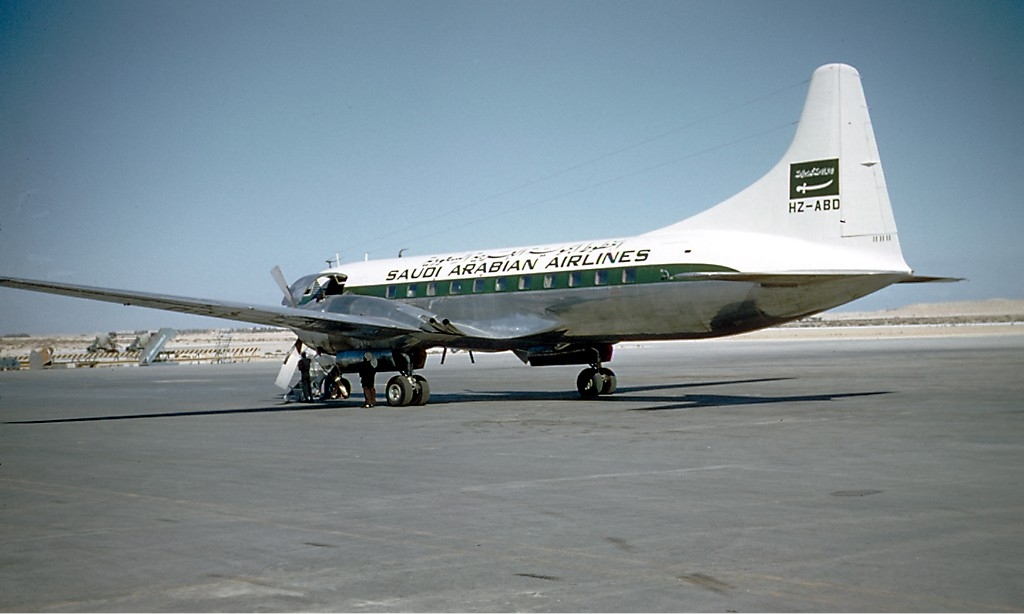
Uno degli ex Convair CV-340 nel 1959.

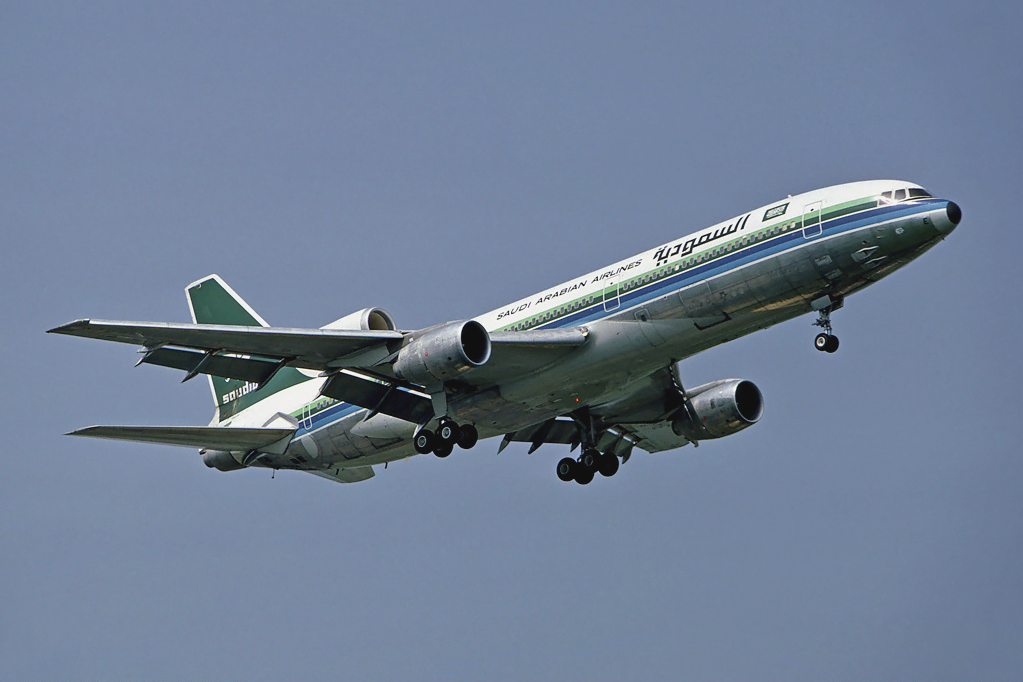
Uno degli ex Lockheed TriStar nel 1985.

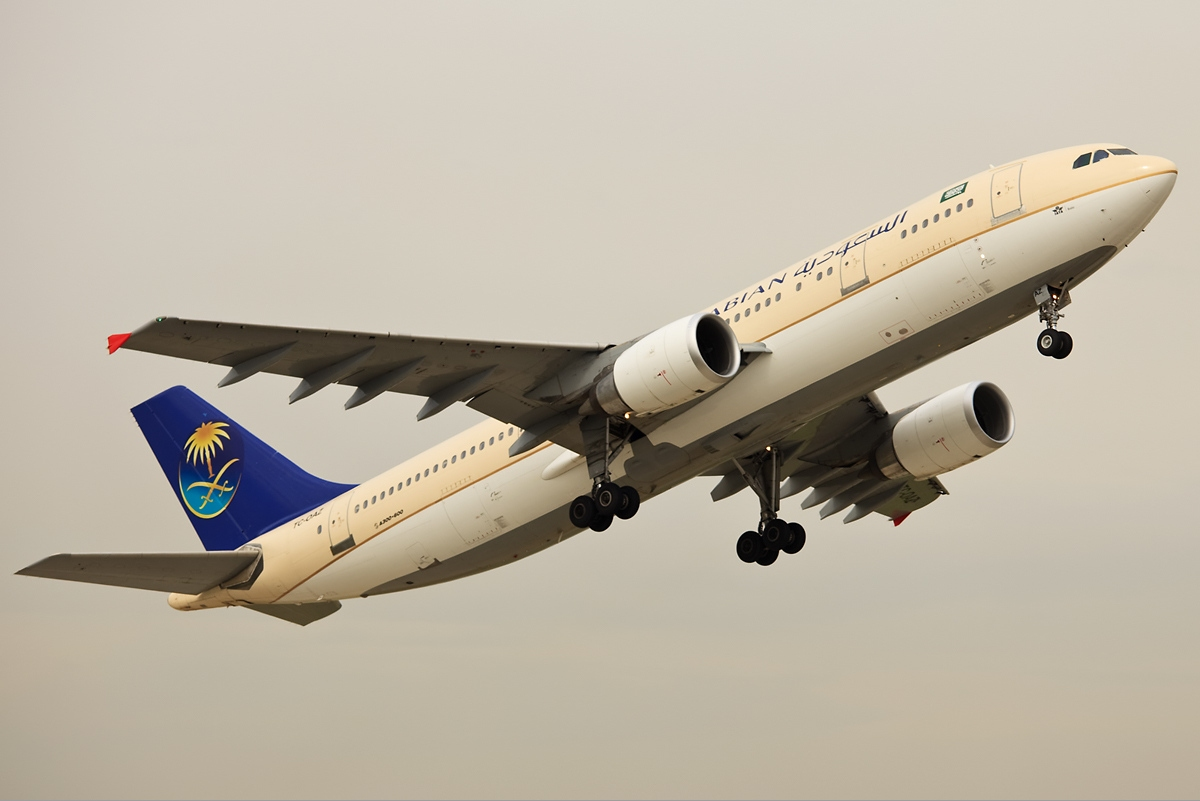
Uno degli ex Airbus A300-600R nel 2010.

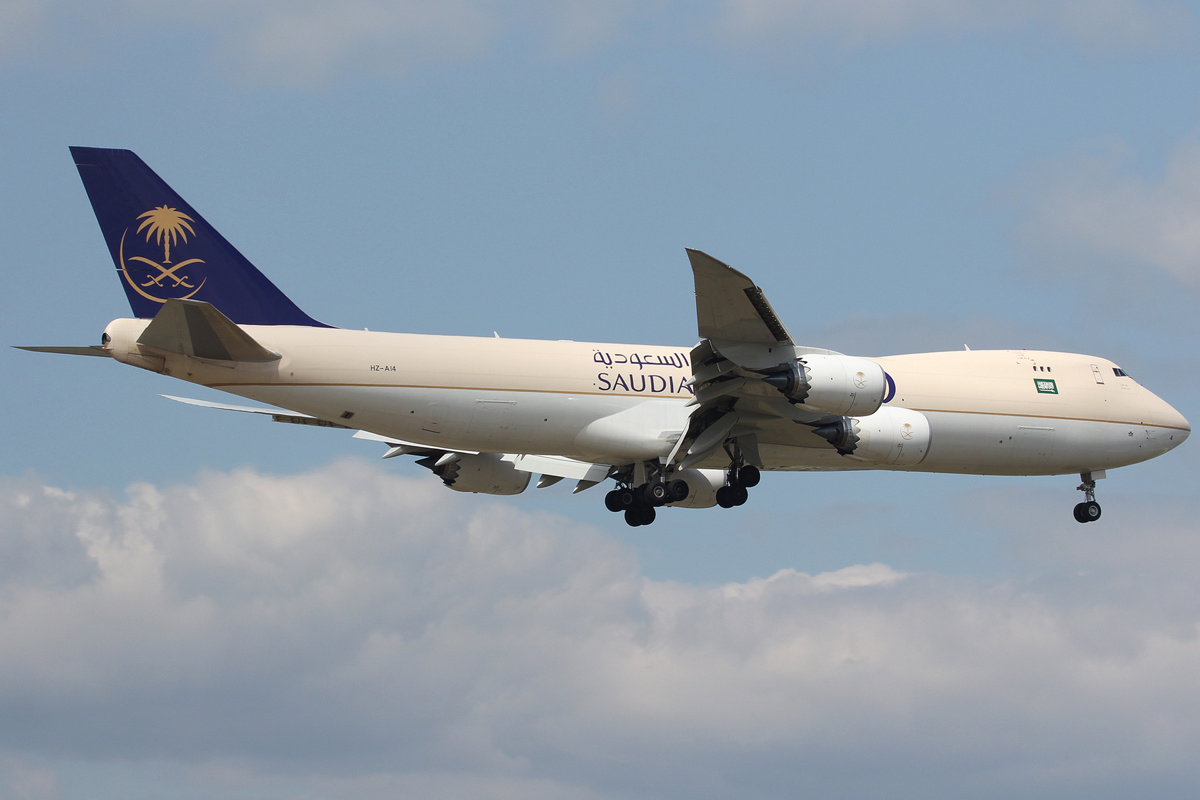
Uno degli ex Boeing 747-8F di Saudia Cargo nel 2014.

Saudia operava in precedenza con i seguenti aeromobili:

### Flotta speciale

#### Governo dell'Arabia Saudita

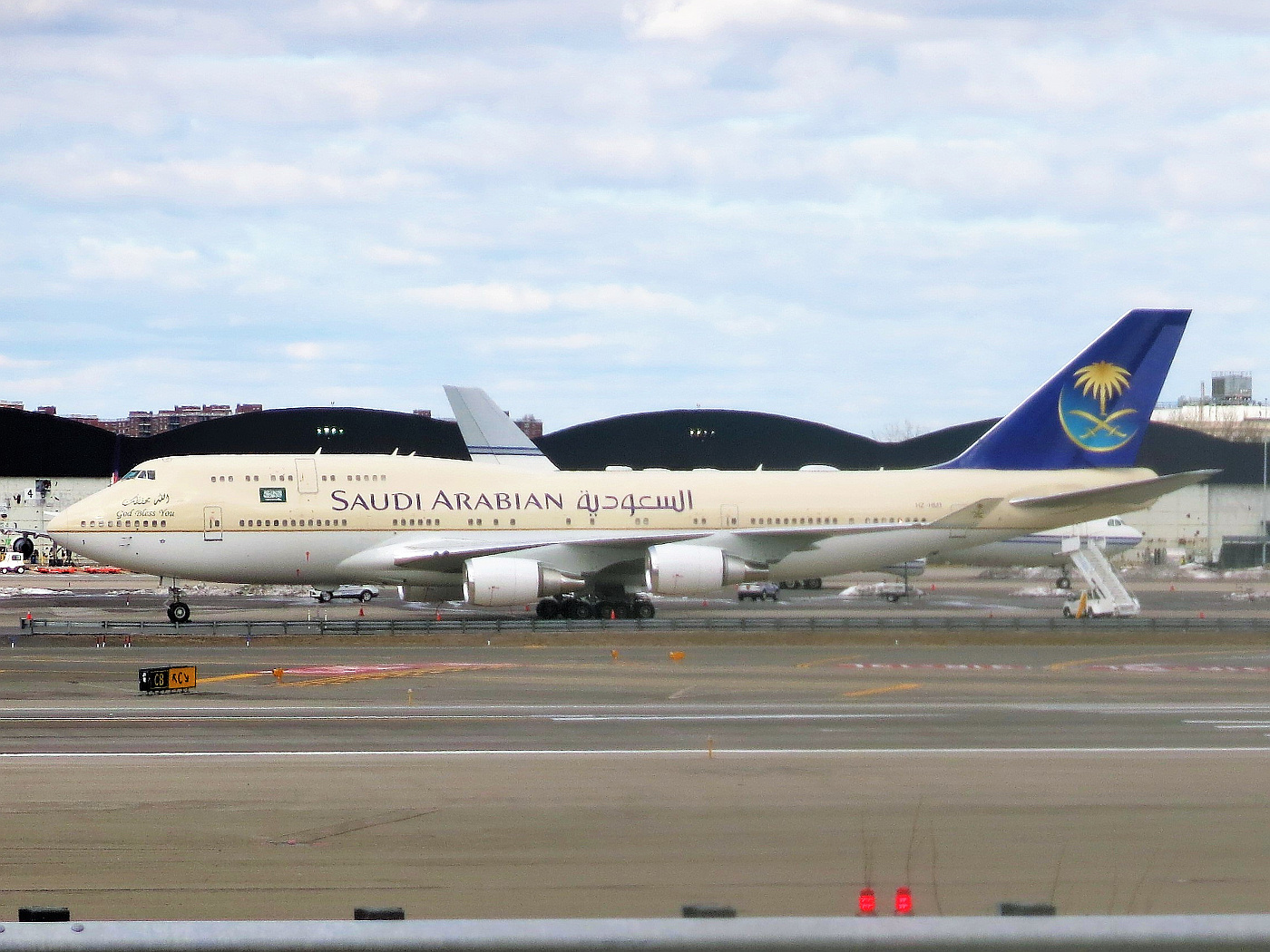
Un Boeing 747-400 operato per il governo nella vecchia livrea.

Saudia opera con i seguenti aerei per conto del governo dell'Arabia Saudita:

#### Saudi Royal Flight

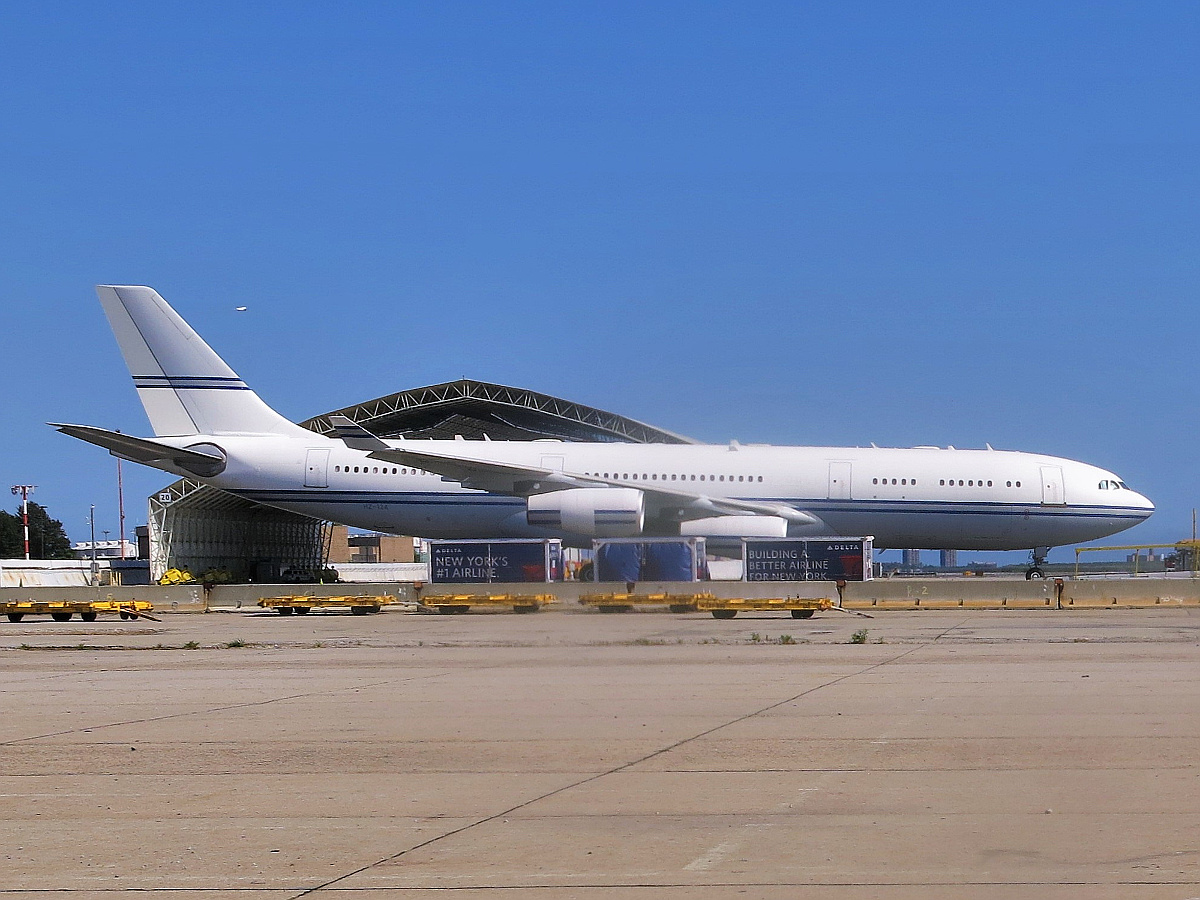
L'Airbus A340-200 della Royal Flight con la vecchia livrea.

Inoltre, la divisione Saudia Royal Flight gestisce gli aeromobili per conto della Famiglia Reale Saudita:

## Incidenti
- Il 24 giugno 1967, un Douglas C-47, marche HZ-AAM, precipitò mentre era in rotta verso Gedda. Le vittime furono 16.[39]
- L'8 luglio 1968, un Convair CV-340, marche HZ-AAZ, si schiantò dopo aver interrotto l'avvicinamento per la terza volta in condizioni di scarsa visibilità a causa di una tempesta di sabbia. Non ci furono sopravvissuti tra gli 11 a bordo.[40]
- Il 19 agosto 1980, il volo Saudia 163, un Lockheed L-1011 Tristar, prese fuoco poco dopo la partenza dall'aeroporto internazionale di Riad, in rotta verso la destinazione finale. L'incendio divampato a bordo causò la morte di tutti gli occupanti del velivolo, 301 fra passeggeri ed equipaggio. Rimane tuttora, al 2020, uno tra i dieci incidenti più mortali della storia dell'aviazione.[41]
- Il 22 dicembre 1980, il volo Saudia 162, un Lockheed L-1011 TriStar, subì una decompressione esplosiva mentre saliva attraverso i 29 000 piedi (8 800 m) su acque internazionali vicino allo Stato del Qatar. L'aereo era partito da Dhahran, in Arabia Saudita, ed era diretto a Karachi, in Pakistan. Venne iniziata una discesa di emergenza ed effettuato un atterraggio all'aeroporto internazionale di Doha in Qatar. Due passeggeri rimasero uccisi quando vennero espulsi dall'aereo attraverso un foro nel pavimento della cabina.[42]
- Il 17 marzo 1985, un Boeing 737-200, venne dirottato da un uomo armato di una granata. Quando il dirottatore si rifiutò di arrendersi ai funzionari della sicurezza dell'Arabia Saudita, l'aereo venne preso d'assalto.[43]
- Il 12 novembre 1996, nella collisione aerea di Charkhi Dadri, il volo Saudi Arabian Airlines 763, un Boeing 747 in rotta da Delhi, India, a Dhahran, Arabia Saudita, e il volo Kazakhstan Airlines 1907, un Ilyushin Il-76 in rotta da Şımkent, Kazakistan, a Delhi, si scontrarono sopra il villaggio di Charkhi Dadri, a circa 100 km a ovest di Delhi. Nell'incidente persero la vita tutte le 349 persone a bordo di entrambi gli aerei, rendendo questa la peggior collisione in volo mai avvenuta e il peggior incidente aereo in India.[44]
- Il 21 maggio 2018, il volo Saudia 3818, un Airbus A330-200, effettuò un atterraggio con il carrello anteriore non esteso all'aeroporto internazionale di Jeddah-King Abdulaziz in Arabia Saudita.[45]